# Gips
Gips − nazwa pochodzi od gr. gypsos (γύψος) (łac. gypsum)  oznaczającego czynność gipsowania, a także kredę lub cement. Nazwa ta obejmuje dwa pokrewne pojęcia:
1. minerał z grupy siarczanów – uwodniony siarczan wapnia
2. monomineralna skała osadowa (siarczanowa), zbudowana niemal wyłącznie z minerału o tej samej nazwie, z domieszkami anhydrytu, kalcytu i halitu.

## Gips – minerał

Schemat kryształu zbliźniaczonego (jaskółczy ogon)

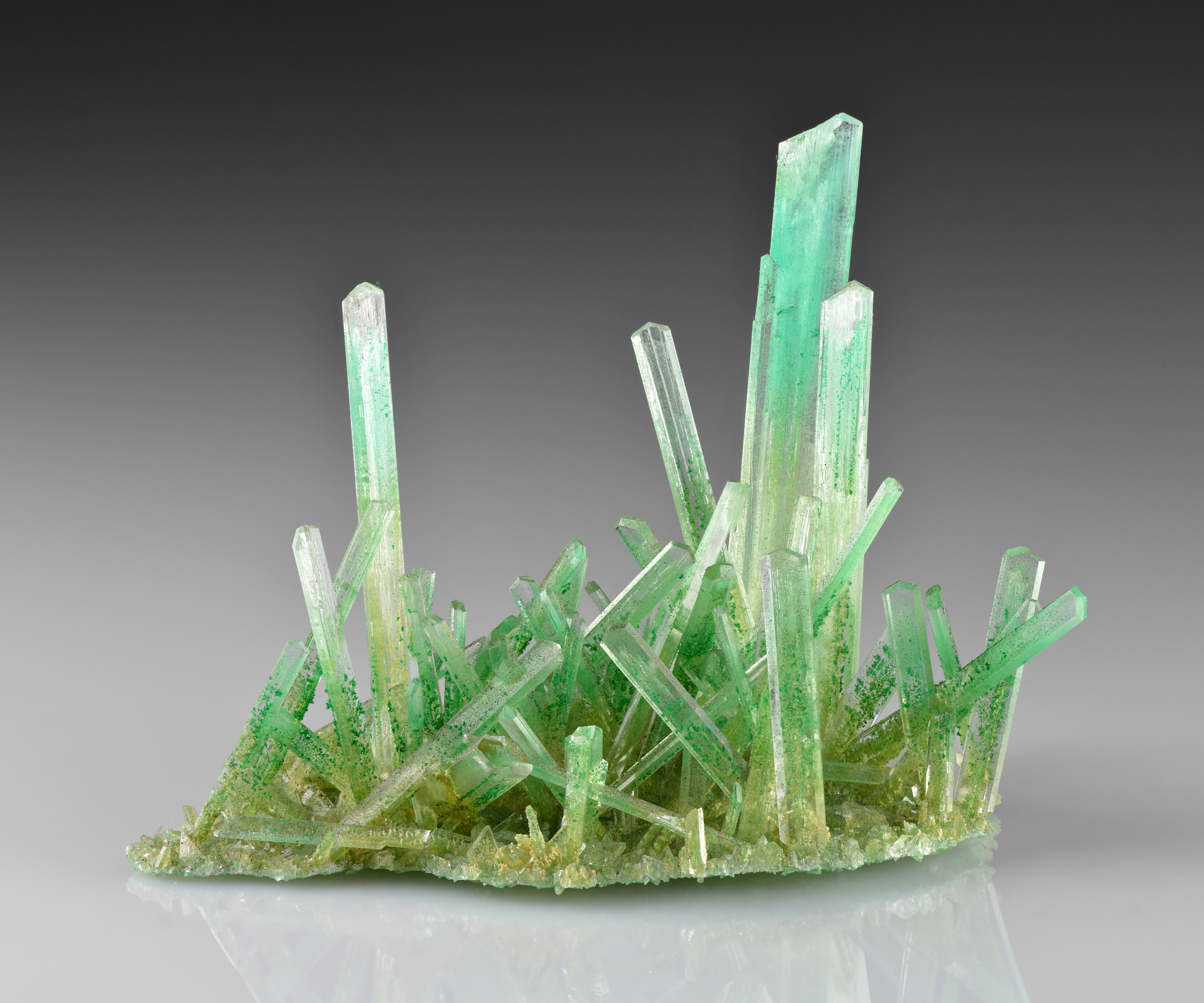
Gips

Należy do minerałów pospolitych, szeroko rozpowszechnionych.
Tworzy jednoskośne kryształy o gęstości 2,3−2,4 g/cm3, pokroju tabliczkowym, słupkowym lub igiełkowym. Niektóre z nich charakteryzują się podłużnym prążkowaniem. Często wytwarza zbliźniacenia szczególnie tzw. jaskółcze ogony. Odznacza się wyjątkową różnorodnością postaci (znanych około 70). Występuje w skupieniach zbitych, ziarnistych, grubokrystalicznych łuskowych, rozetowych, włóknistych i proszkowych. Jest plastyczny, miękki, nieco giętki, przezroczysty.
Można go łatwo kroić, dobrze rozpuszcza się w gorącej wodzie. Często zawiera inkluzje różnych minerałów, substancji bitumicznych lub węglistych. Może też zawierać wrostki ziaren kwarcu, tworząc „róże gipsowe” szczególnie na obszarach pustynnych. Niekiedy wykazuje luminescencję – żółtą lub zieloną.

### Niektóre odmiany gipsu (minerału)
- selenit – duże bezbarwne, przeźroczyste kryształy,
- gips włóknisty

### Występowanie
Tworzy się jako produkt ewaporacji (odparowania) wód słonych jezior lub mórz poniżej 42 °C; (w wyższej temperaturze krystalizuje jako anhydryt). Powstaje też jako produkt uwodnienia anhydrytu, wietrzenia minerałów siarczkowych a także działalności roztworów hydrotermalnych. W klimatach suchych i gorących występuje w formie wykwitów; szczególną formą są tzw. róże pustyni. Zazwyczaj występuje w towarzystwie anhydrytu, halitu, kalcytu, dolomitu, aragonitu, celestynu, barytu, siarki.
Ważniejsze miejsca występowania – Tanzania, Kanada (Nowy Brunszwik), Nowa Szkocja, USA (Kolorado, Utah, Michigan, Nowy Meksyk, Kalifornia, Teksas), Meksyk, Chile, Rosja, Francja, Włochy, Niemcy, Hiszpania, Czechy, Polska (szczególnie Ponidzie, okolice Opoczna, Mszczonowa, Sudety (np. Niwnice), Dobrzyń nad Wisłą i inne lokalizacje).

### Zastosowanie
- ładnie wykształcone kryształy są cenione i poszukiwane[według kogo?] przez kolekcjonerów (największe osiągają wielkość kilku metrów),
- jest powszechnie stosowany w budownictwie m.in. jako materiał wiążący (spoiwo mineralne),
- używany jako surowiec rzeźbiarski,
- w modelarstwie,
- w stomatologii i chirurgii,
- w sztukaterii,
- jako alabaster stosowany jest do produkcji elementów dekoracyjnych.

## Gips – skała osadowa

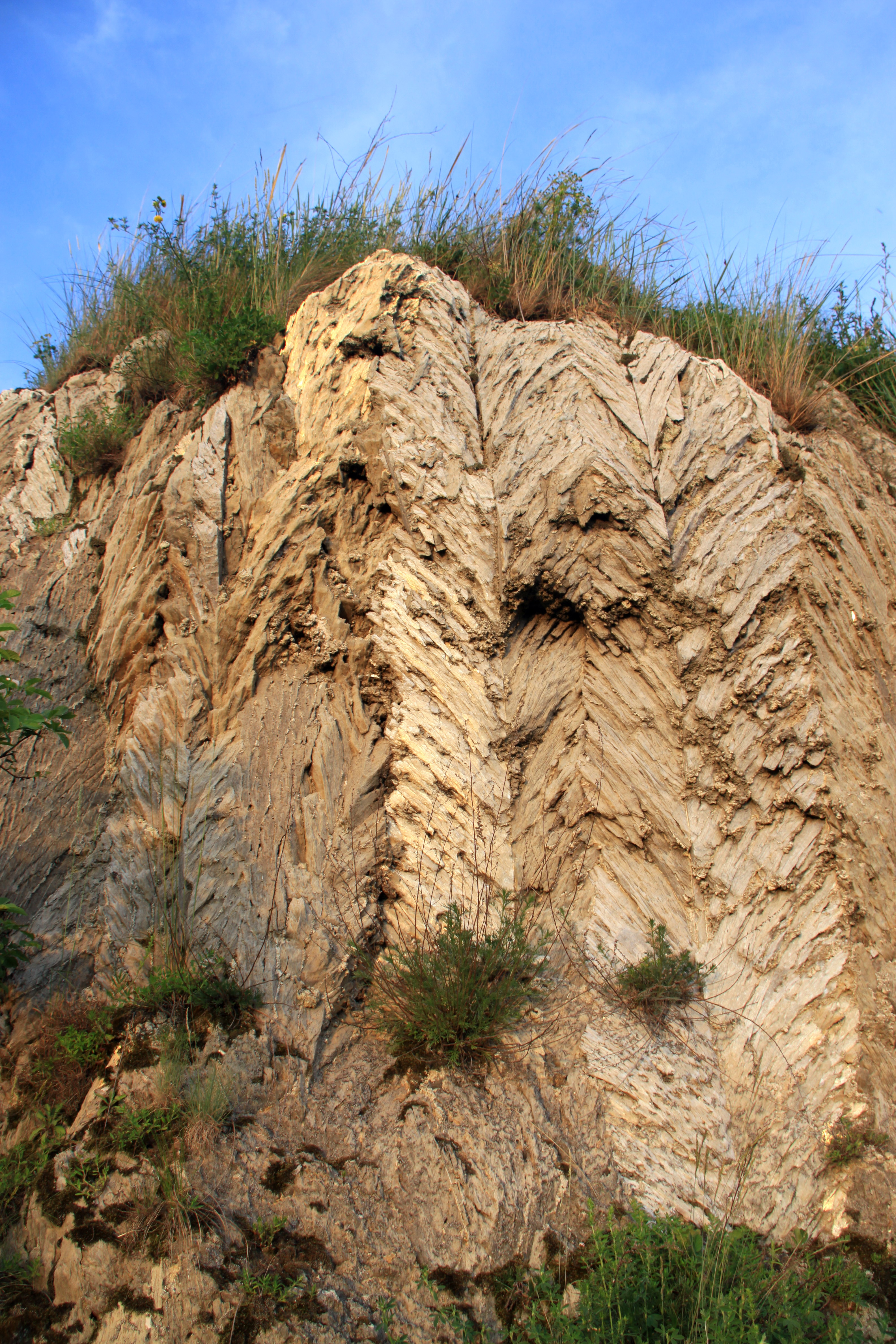
Gips krystaliczny w Marzęcinie

Niemal monomineralna skała osadowa, siarczanowa (chemiczna), zaliczana jest do ewaporatów, tworząca się głównie wskutek odparowania wód słonych jezior lub mórz, czasami też wskutek uwodnienia anhydrytu. Jest biała, szara, żółtawa, kremowa, rzadziej różowa, brunatna, zielonawa lub czarna.
Składa się głównie z minerału o tej samej nazwie, ale może zawierać: anhydryt (oraz inne minerały siarczanowe), minerały ilaste, węglany.
Zazwyczaj tworzy warstwy, przeławicenia oraz soczewy wśród anhydrytów, skał solnych, margli, wapieni i dolomitów.

### Niektóre odmiany gipsu (skały)
- alabaster – drobnoziarnisty, zbity, dobrze przeświecający, biały lub nieco zabarwiony
- gips włóknisty, szpat gipsowy, szpak gipsowy - włóknisty lub przeźroczysty gips w postaci żyły monomineralnej

### Występowanie i zastosowanie
Jest analogiczne do minerału – gipsu, przy czym niektóre z miejsc są istotne gospodarczo (w Polsce szczególnie Ponidzie, okolice Opoczna, Sudety – Niwnice) dla pozyskania gipsu jako surowca, inne tylko pod względem mineralogicznym.

## Gips w gospodarce

### Zastosowanie gipsu wbudownictwie
Kamień gipsowy stosowany w budownictwie przed użyciem należy wypalić w temperaturze 150−190 °C. Otrzymany produkt to przede wszystkim tzw. gips półwodny (CaSO4·0,5 H2O), resztę tworzą gips bezwodny – anhydryt (CaSO4) i zanieczyszczenia ze złoża. Produkt wypalania w zmielonej postaci to gips budowlany.
Podczas wypalania następują reakcje zbliżone do poniższej, a podczas późniejszego wiązania wody reakcje odwrotne:
2(CaSO4·2H2O) → 2(CaSO4·0,5 H2O) + 3H2O↑
W zależności od zawartości składu i sposobu produkcji otrzymuje się różniące właściwościami odmiany gipsu, z których najczęściej spotyka się: gips budowlany (zwykły), gips szpachlowy (gips wolniej wiążący) i gips tynkarski.
W praktyce różnią się między sobą przede wszystkim czasem wiązania i stopniem zmielenia. Wiązanie gipsu polega na jego ponownym połączeniu się z wodą i przejściu w gips dwuwodny, przez co następuje jego częściowa rekrystalizacja i tym samym stwardnienie. Jakość wyrobu zależy od dokładności wymieszania z wodą (bez grudek i wtłoczonego powietrza) i ilości dodanej wody (woda niezwiązana chemicznie wyparowuje pozostawiając po sobie puste pory).
W praktyce określa się ilość potrzebnej wody i gips wsypuje się do odmierzonej jej ilości. Proces wiązania to reakcja egzotermiczna (ilość wydzielanego ciepła – ok. 30 kcal/kg), podczas której gips zwiększa swoją objętość o ok. 1%. Po zakończeniu wiązania następuje okres twardnienia. Gips uzyskuje pełną wytrzymałość po wyschnięciu. Jest materiałem chłonącym wilgoć i rozpuszczającym się w wodzie (2,4 g/l). Pod wpływem wilgoci wytrzymałość mechaniczna gipsu spada, dlatego należy go stosować w miejscach suchych.
Najczęściej w budownictwie można się spotkać z użyciem do wykonania:
- tynków wewnętrznych,
- ozdobnych detali architektonicznych, stiuków i sztukaterii, posągów,
- płyt na ścianki działowe, płyt gipsowo-kartonowych,
- posadzek pod wykładziny podłogowe,
- form do odlewów,
- drobnych napraw tynku lub jako gładzi na tynkach cementowo-wapiennych (tzw. szpachlowania).
- pustaków gipsowych, do wznoszenia budynków

### Szkodliwe występowanie gipsu
- Gips występuje także w kamieniu kotłowym w kotłach parowych. W kotłach zasilanych wodą słoną wydziela się intensywnie powyżej temperatury ok. 120 °C, odpowiadającej ciśnieniu 0,175 MPa. Kamień kotłowy z niego powstały jest bardzo trudny do usunięcia, przez co ciśnienie w kotłach okrętowych zasilanych wodą słoną (morską) nie może przekraczać 0,175 MPa.
- Wyroby gipsowe w kontakcie ze stalą powodują jej szybką korozję.
- Bardzo dużą szkodliwość mają najmniejsze nawet domieszki gipsu w ceramice. Podczas wypalania wyrobów ceramicznych z gliny następuje przejście gipsu w anhydryt pod wpływem temperatury. Anhydryt chłonie wodę powoli, ale po kilku latach po wmurowaniu np. cegły w fundament w obecności wilgoci drobina anhydrytu przechodzi w gips, zwiększając swoją objętość na tyle, że rozsadza cegłę, doprowadzając do dalszej migracji wód i niszczenia budowli; nierzadko w cegłach gorszej jakości zaobserwować można luki po odłupanych fragmentach, a na dnie tych luk białe ziarna gipsu.